# Иванов, Иван Андреевич (художник)
 Иван Андреевич Иванов (21 января [2 февраля] 1812 или 1824 — 11 [23] августа 1848 или 1 [13] апреля 1869, Санкт-Петербург) — русский живописец-пейзажист.

## Биография
Родился в 1824 году (по другим данным, 21 января (2 февраля) 1812).
Жил в Петербурге. С 1844 года учился в Академии художеств у М. Н. Воробьёва. Награждён малой и большой серебряными медалями академии за пейзажи с натуры. Служил в Почтовом ведомстве. Среди известных российских художественных меценатов имел покровителей, наиболее известен из которых коллекционер Алексей Томилов, в принадлежащем ему имении «Успенское» (сейчас — на территории села Старая Ладога) художник неоднократно бывал.
Умер 1 (13) апреля 1869 года в Санкт-Петербурге (по другим данным — 11 (23) августа 1848).

## Творчество
Писал пейзажи и картины на бытовые темы, которые пользовались большим спросом. Свои основные работы выполнил в 1840-е годы.
Известные работы:
- Пейзаж с рекой. Екатерингоф — 1844 год, холст, масло, 39.5 x 50.5 см. Хранится в Государственной Третьяковской галерее.[5][6] Работа иногда приписывается пейзажисту Валериану Каменеву[7], но это неверно, так как в правом нижнем углу полотна имеется подпись красной краской Иванова.[8]
- Крым. Алупка — 1840-е годы, холст, масло. 54.5 x 76.5 см. Работа хранится в Национальной галерее Республики Коми.[9][10]
- Пейзаж. Имение Успенское — 1846 год, 54 х 76 см. Хранится в Государственной Третьяковской галерее.[8]
- Прогулка верхом — 46,5 х 60,5 см. Хранится в Государственной Третьяковской галерее.[8]

Возможные работы:
- Дорожка у горного потока в Крыму — 54,6 х 77 см. Поступила в собрание Государственной Третьяковской галереи в 1925 году из Румянцевского музея (коллекция Ф. И. Прянишникова). В каталоге ГТГ 1952 года значится как работа Ивана Алексеевича Иванова (1779—1848).[8]
- Водопад в Крыму. Орианда — 105,3 х 73,5 см. Поступила в собрание Государственной Третьяковской галереи в 1927 году из ГМФ (коллекция М. Ф. Шеппинга). В каталоге ГТГ 1952 года значится как работа Ивана Алексеевича Иванова (1779—1848) под названием «Водопад в Крыму».[8]